# Kopalnia Węgla Kamiennego Zabrze
Kopalnia Węgla Kamiennego Zabrze (początkowo Królewska, od 1810 lub 1811 do 1945 roku Königin Luise) – zlikwidowana kopalnia węgla kamiennego w Zabrzu-Zaborzu, założona w 1791 roku, czynna do 1998 roku. Zabudowania kopalni w rejonie pola Zachód oraz wybrane wyrobiska podziemne, w tym Główna Kluczowa Sztolnia Dziedziczna, zostały udostępnione do zwiedzania i są częścią Szlaku Zabytków Techniki Województwa Śląskiego, a Sztolnia Królowa Luiza oraz Kopalnia Guido zostały punktami kotwicznymi Europejskiego Szlaku Dziedzictwa Przemysłowego.

## Historia
Założenie kopalni poprzedziły badania górnicze prowadzone na zlecenie Friedricha Wilhelma von Redena przez inżyniera górniczego Salomona Isaaka z Brabancji, który odkrył znaczne pokłady węgla w rejonie Zabrza w 1790 roku. Płytkie złoża uznawano za niemetanowe, natomiast głębsze za metanowe i silnie metanowe. Na obszarze kopalni występuje kilkadziesiąt pokładów węgla kamiennego o grubości od kilkudziesięciu cm do 10 m, są to warstwy orzeskie, rudzkie, siodłowe, porębskie i jaklowieckie.
Kopalnia została założona przez pruskie władze górnicze w 1791 roku. W 1795 roku w celu napędu pomp odwadniających wyrobiska zamontowano przy szybie Piotr 20-calową maszynę parową systemu Newcomena, którą przeniesiono z Tarnowskich Gór. Węgiel koksujący z tej kopalni umożliwił założenie Królewskiej Odlewni Żeliwa w Gliwicach, gdzie uruchomiono wielki piec opalany koksem w 1796 roku – jedną z pierwszych tego typu konstrukcji w Europie. 23 czerwca 1799 roku rozpoczęto drążenie Głównej Kluczowej Sztolni Dziedzicznej, która miała odwadniać zabrzańską kopalnię oraz kopalnię Król i 16 kopalń gwareckich.
Na początku XIX wieku wprowadzono do kopalni transport konny, stosowano także kierat konny do transportu urobku na powierzchnię. Około 1800 roku zamontowano pierwszą maszynę parową.
W 1810 roku uruchomiono pierwszy spławny odcinek Głównej Kluczowej Sztolni Dziedzicznej o długości 2,5 km, który obejmował wyrobiska kopalni. Sztolnia wykorzystywana była do transportu urobku do końca lat 30. XIX wieku, następnie od 1838 roku rozpoczęto eksploatację pokładów zalegających poniżej poziomu sztolni. Kopalnia należała do pruskiego skarbu państwa, toteż nazwano ją wówczas imieniem królowej Prus Luizy meklemburskiej. W 1813 roku obok kopalni powstała pierwsza koksownia. W 1822 roku na potrzeby kopalni zarezerwowano pole górnicze o powierzchni 19,6 km². Wentylację wyrobisk prowadzono za pomocą pieców wentylacyjnych.  W latach 1838–1842 wzniesiono zabudowę szybu Dechen wraz z murowaną wieżą basztową, który służył jako szyb wydobywczy i odwadniający o głębokości 73 m (lub 80 m); udostępniono nim nowe pokłady węgla koksującego. Przy szybie Dechen wybudowano w 1846 roku koksownię „Kolejową" na terenie nabytym przez spółkę kolejową Oberschlesische Eisenbahn AG. Dzięki tej inwestycji oraz nowo powstałemu połączeniu kolejowemu możliwe było zaopatrywanie parowozów w koks.
W 1846 roku zgłębiono szyb wydobywczy Maria, w latach 50. XIX wieku powstał także szyb Oeynhausen, który znajdował się około 40 m od baterii koksowniczych, do których trafiał węgiel wydobywany tymże szybem. W 1856 roku uruchomiono koksownię Erbreich przy szybie Skalley, którą wyposażono w 3 baterie. Należała ona do bytomskiego bankiera Moritza Friedlaendera.
Pole zachodnie kopalni składało się z szybów: Carnall (odwadniający, zgłębiony w 1853 lub 1854 roku, zwieńczony 22-metrową murowaną wieżą), Krug (zgłębiony w latach 50. XIX wieku) i Prinz Schönaich, natomiast Pole Wschodnie to szyby: Poremba I i Poremba II, które rozpoczęto drążyć w 1869 roku oraz szyb Poremba III (budowa zakończona w 1875 roku) i Poremba IV (ukończony w 1890 roku).
Kopalnia jako jedna z pierwszych dysponowała od XIX wieku własną bocznicą kolejową, w 1846 roku zakład został połączony z linią kolejową Wrocław–Mysłowice (zob. Kolej Górnośląska).
W 1869 roku, jako pierwsze na Górnym Śląsku, wzniesiono stalowe wieże szybowe na potrzeby zabrzańskiej kopalni nad szybami Poremba I i II.
W celu zmiany systemu odwadniania w 1872 roku zamontowano pod ziemią dwie pompy tłokowe napędzane przez maszyny parowe, zasilane z podziemnej kotłowni, z której spaliny usuwano szybem Skalley (powstał w latach 50. XIX wieku). W 1885 roku przy szybach Poremba wzniesiono koksownię Poremba, która należała do Fryderyka Friedläendera – zasilał ją węgiel z kopalni Królowa Luiza.
Od około 1887 roku instalowano oświetlenie elektryczne nawet do pojedynczych zabierek. Od 1888 roku zastosowano po raz pierwszy elektryczne lampy bateryjne. Kopalnia korzystała z dostaw prądu położonej przy zakładzie elektrowni. W 1890 Fryderyk Friedläender uruchomił drugą koksownię Skalley przy szybie o tej samej nazwie. Na potrzeby dostawy piasku do podsadzki w 1905 roku uruchomiono państwową linię kolejową na odcinku Królowa Luiza–Przezchlebie. Na początku XX wieku była to najnowocześniejsza kopalnia na Górnym Śląsku i jedna z największych kopalń w Europie. Zatrudniała w tym okresie około 8,5 tys. górników. Do zakładu w 1887 roku włączono także kopalnię Guido jako jej pole południowe.
W 1921 roku zamontowano dwa skipy o pojemności 5 ton. 1 stycznia 1924 roku kopalnia została wydzierżawiona koncernowi Preussag, a następnie przekazana mu na własność. W 1925 roku zainstalowano parową maszynę wyciągową na polu Wschód. W 1929 roku kopalnia została rozdzielona na dwa zakłady, tj. na Königin Luise Ostfeld (Królowa Luiza Wschód, Zabrze Wschód) i Königin Luise Westfeld (Królowa Luiza Zachód, Zabrze Zachód). W Królowej Luizie Zachód uruchomiono poziom wydobywczy na głębokości 560 m, rozbudowano szyby Carnall i Prinz Schönaich w latach 1929-1931 oraz zasypano szyb Krug w 1938 roku, a w Królowej Luizie Wschód rozpoczęto wydobycie węgla na poziomie 640 m. Oba zakłady łącznie zatrudniały około 7 tys. pracowników.
Od 1936 roku stosowano obudowę ze stalowych stojaków systemu Schwartze. Podczas II wojny światowej zasoby kopalni były już na wyczerpaniu.

### Po II wojnie światowej
W 1945 roku zmieniono nazwę zakładów z Königin Luise (pol. Królowa Luiza, Królowa Ludwika) na Zabrze. Od 1945 do 1957 roku kopalnie należały do Gliwickiego Zjednoczenia Przemysłu Węglowego. 31 grudnia 1956 roku obie kopalnie połączono, pole Zachód zostało praktycznie zlikwidowane, pozostawiono szyb szyb Zabrze II o głębokości 503 m do celów turystycznych. 1 kwietnia 1957 roku połączona kopalnia została przekazana do Zabrzańskiego Zjednoczenia Przemysłu Węglowego. W 1967 roku zgłębiono szyb Poremba V. W 1973 roku w rejonie szybu Zabrze II zaprzestano eksploatacji, w tymże roku zgłębiono szyb wentylacyjny Pawłów Górny II. 1 stycznia 1976 roku zakład połączono z Kopalnią Węgla Kamiennego Bielszowice, w wyniku czego powstała Kopalnia Węgla Kamiennego Zabrze-Bielszowice (nazwa od 1983), kopalnia Zabrze została przemianowana na Ruch I, a kopalnia Bielszowice – na Ruch II. Od 1 października 1982 należała do Zrzeszenia Kopalń Węgla Kamiennego w Zabrzu. KWK Zabrze-Bielszowice w lutym 1997 roku została przemianowana na KWK Bielszowice, wówczas rozpoczęła się likwidacja ruchu Poremba dawnej kopalni Zabrze z uwagi na wyczerpanie zasobów. Wydobycie w ruchu Poremba zakończono w 1998 roku, a likwidację zakończono 31 marca 2000 roku. Po likwidacji, w latach 2001–2003 w rejonie szybów Poremba stwierdzono powierzchniowe wypływanie dwutlenku węgla w stosunkowo wysokim stężeniu.
Rudzka Spółka Węglowa SA przekazała Muzeum Górnictwa Węglowego w Zabrzu obiekty zlikwidowanego pola zachodniego kopalni Zabrze w 1993 roku, wówczas utworzono tamże Skansen Górniczy Królowa Luiza.

### Wydobycie
Wykres wydobycia (w tys. ton) w wybranych latach od 1913 do 1979 roku (przybliżone dane za rok 1898; za rok 1938 podano łączne wydobycie: Westfeld: 772.430 t, Ostfeld: 1.929.180 t):

## Architektura
Zespół kopalni Guido oraz skansen górniczy Królowa Luiza, tj. wyrobiska i budynki w rejonie szybu Zabrze I, Zabrze II i Wyzwolenie, w tym zrewitalizowana łaźnia łańcuszkowa oraz część Głównej Kluczowej Sztolni Dziedzicznej, zostały wpisane do rejestru zabytków nieruchomych województwa śląskiego, a także rozporządzeniem Prezydenta RP z dnia 14 lipca 2020 uznane za pomnik historii.
Na terenie Małego Zabrza i Pawłowa w latach 1795–1803 powstały kolonie robotnicze przy kopalni. Tworzyły je małe, parterowe, murowane budynki, przeważnie dla czterech rodzin.
Dla robotników kopalni była przeznaczona także kolonia B, którą rozpoczęto budować w 1869 roku. Kopalnia przydzielała bezpłatnie działki robotnikom oraz finansowała budowę domów. W roku 1914 kolonię tworzyło 300 budynków mieszkalnych, a także sklepy, warsztaty, szkoły i kościół ewangelicki.

## Galeria

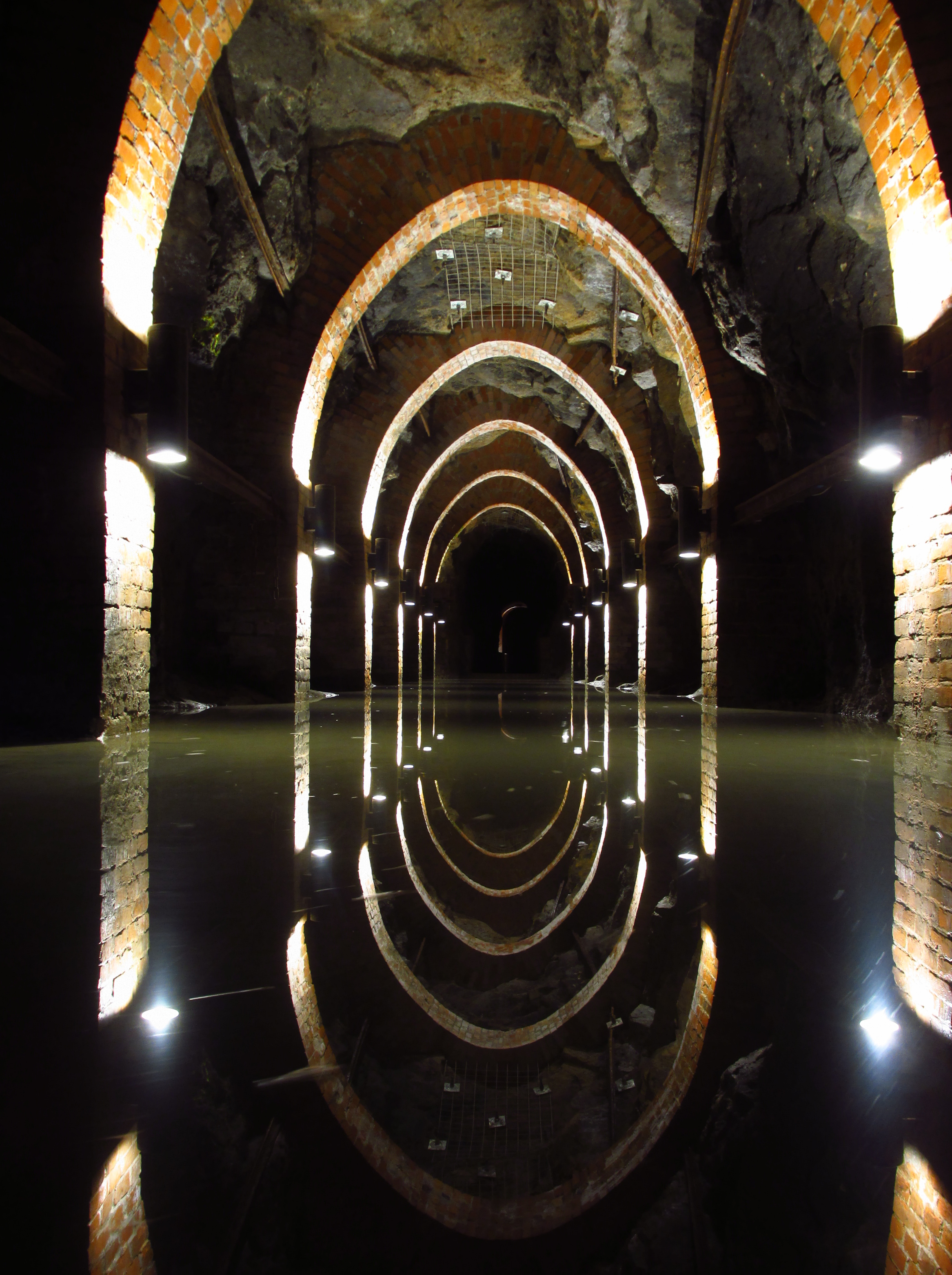
Główna Kluczowa Sztolnia Dziedziczna (2017)
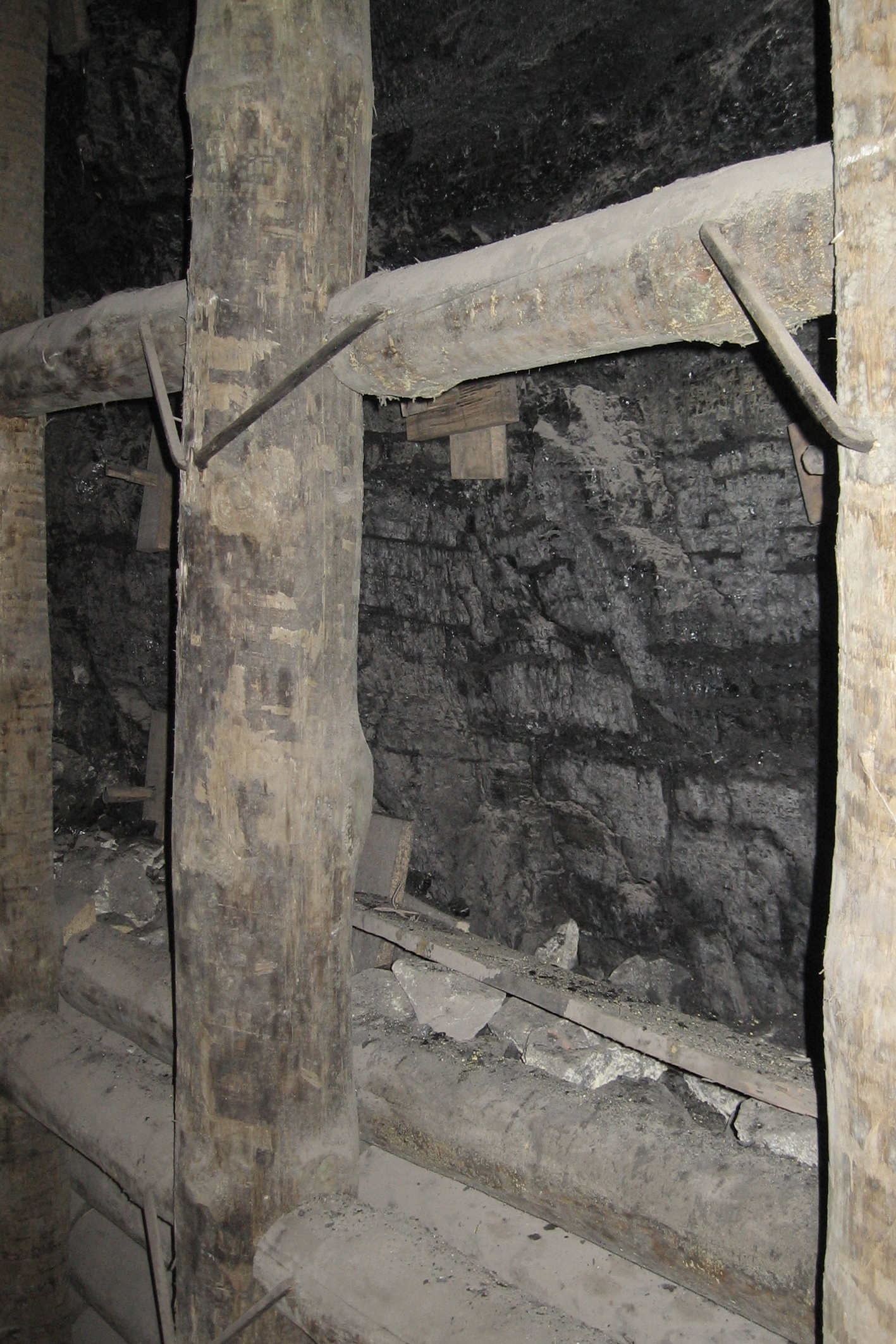
Ocios chodnika w pokładzie węgla nr 510 z XIX wieku (2017)
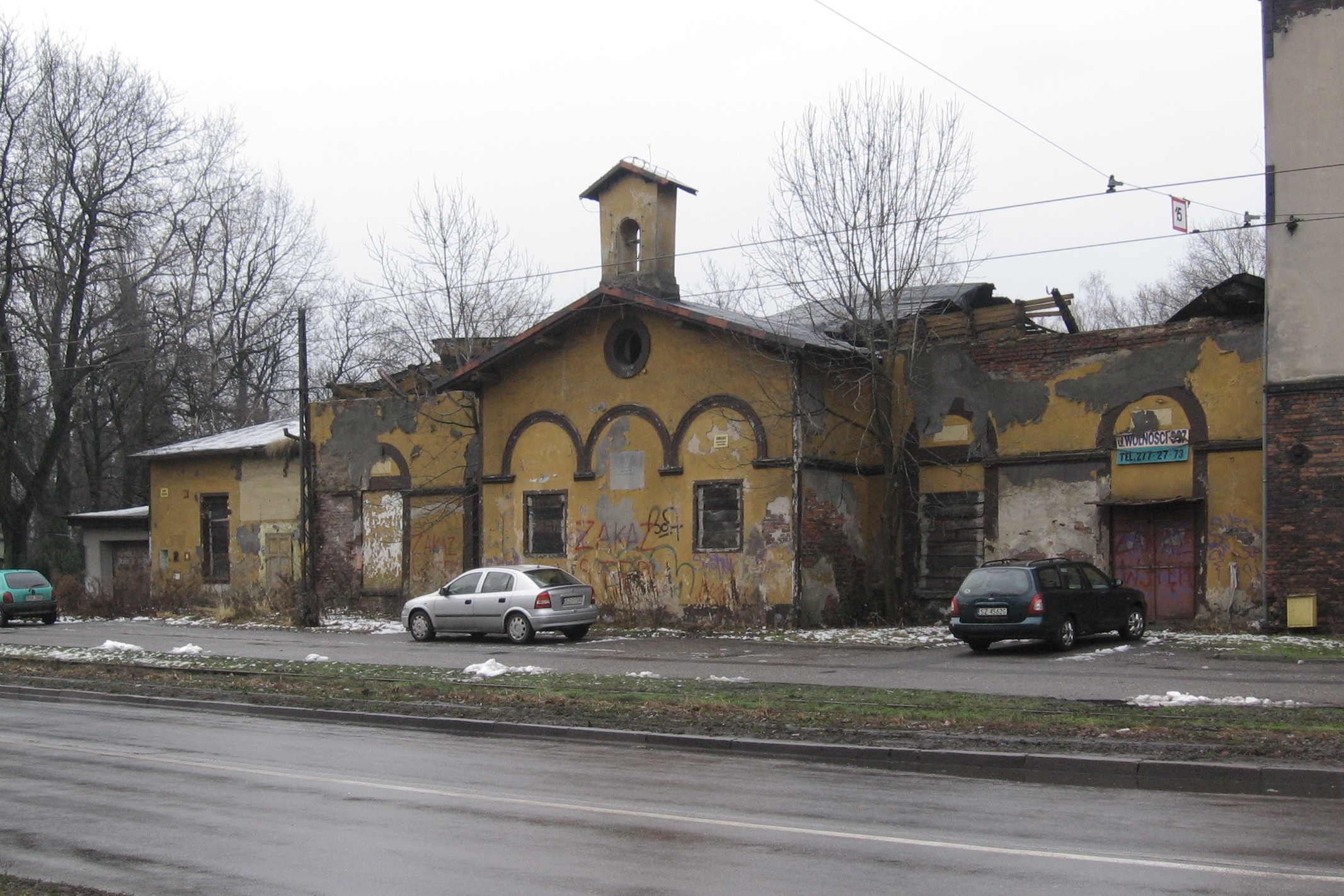
Cechownia kopalni Królowa Luiza (2017)
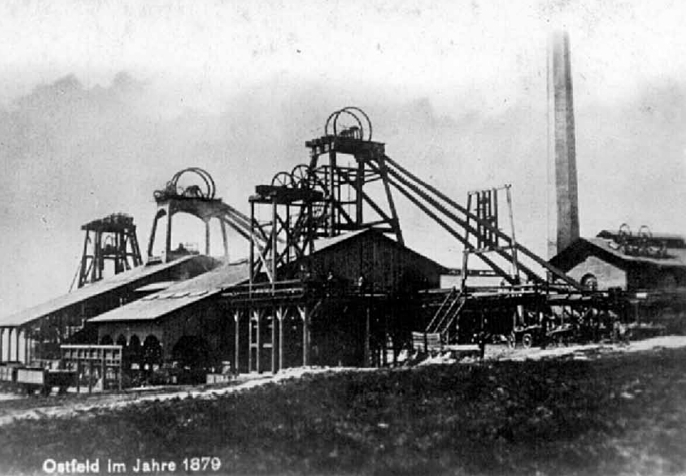
Wieże szybów Poremba I, II, III (1879)
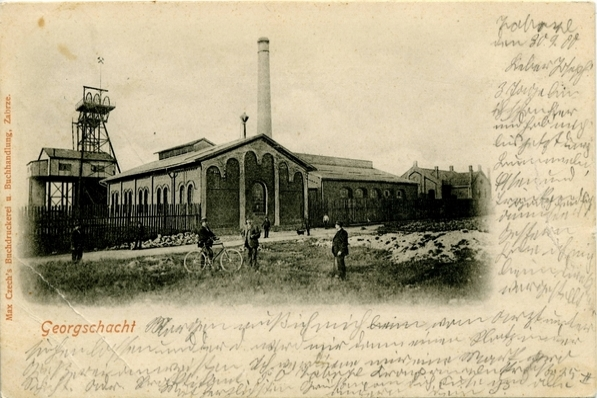
Zespół szybu Jerzy (około 1900)
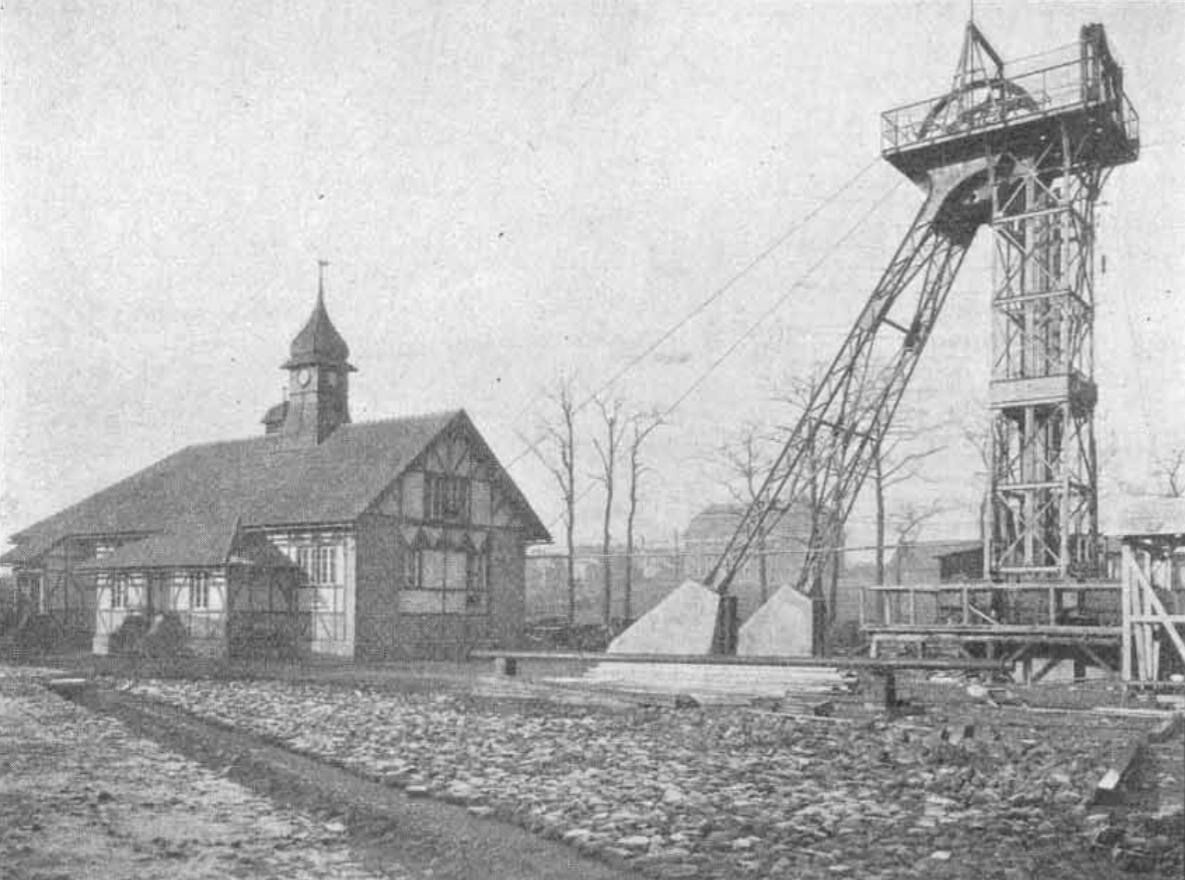
Maszynownia i wieża szybu Glückauf (przed 1908)
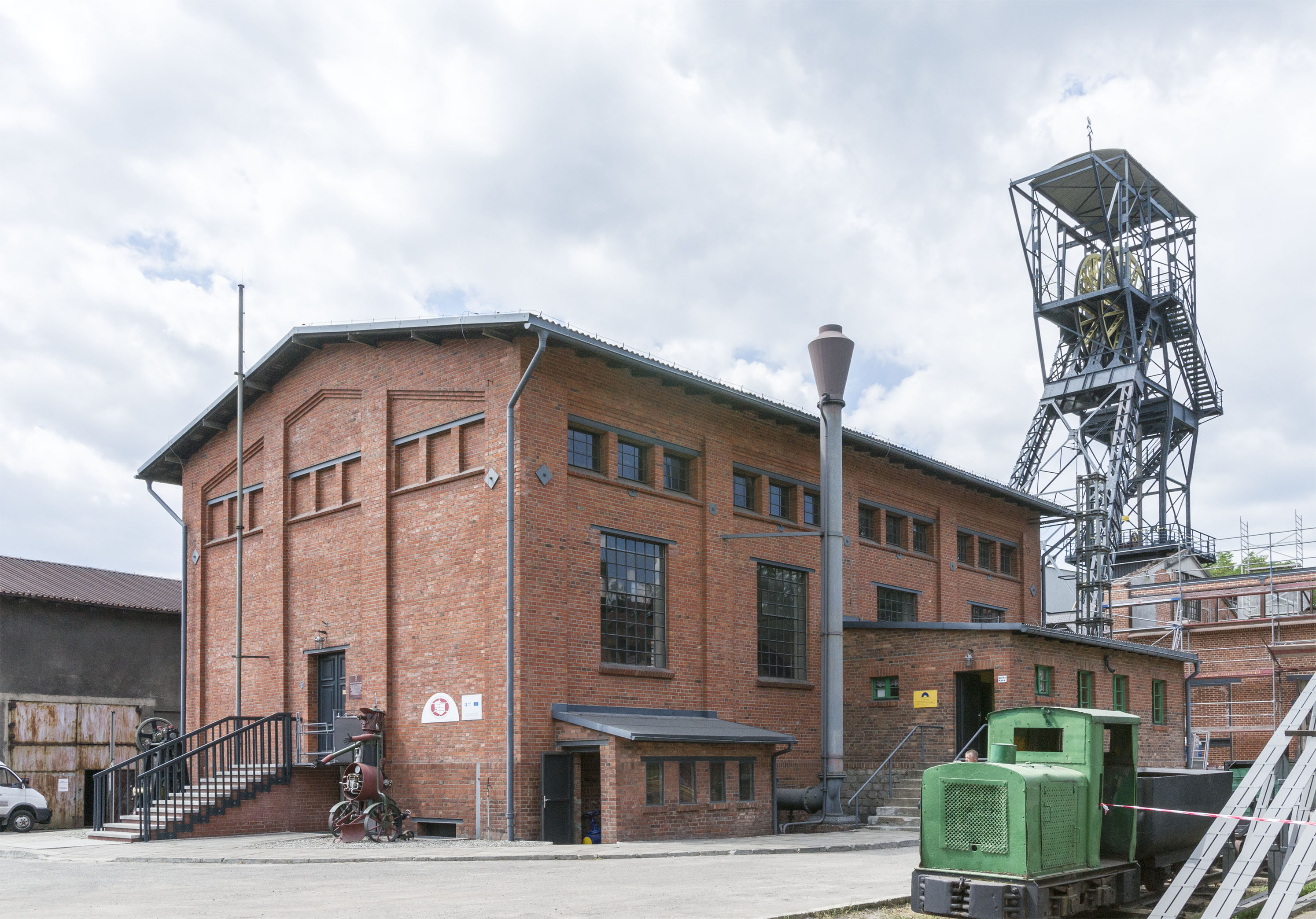
Maszynownia i wieża szybu Zabrze II (2013)
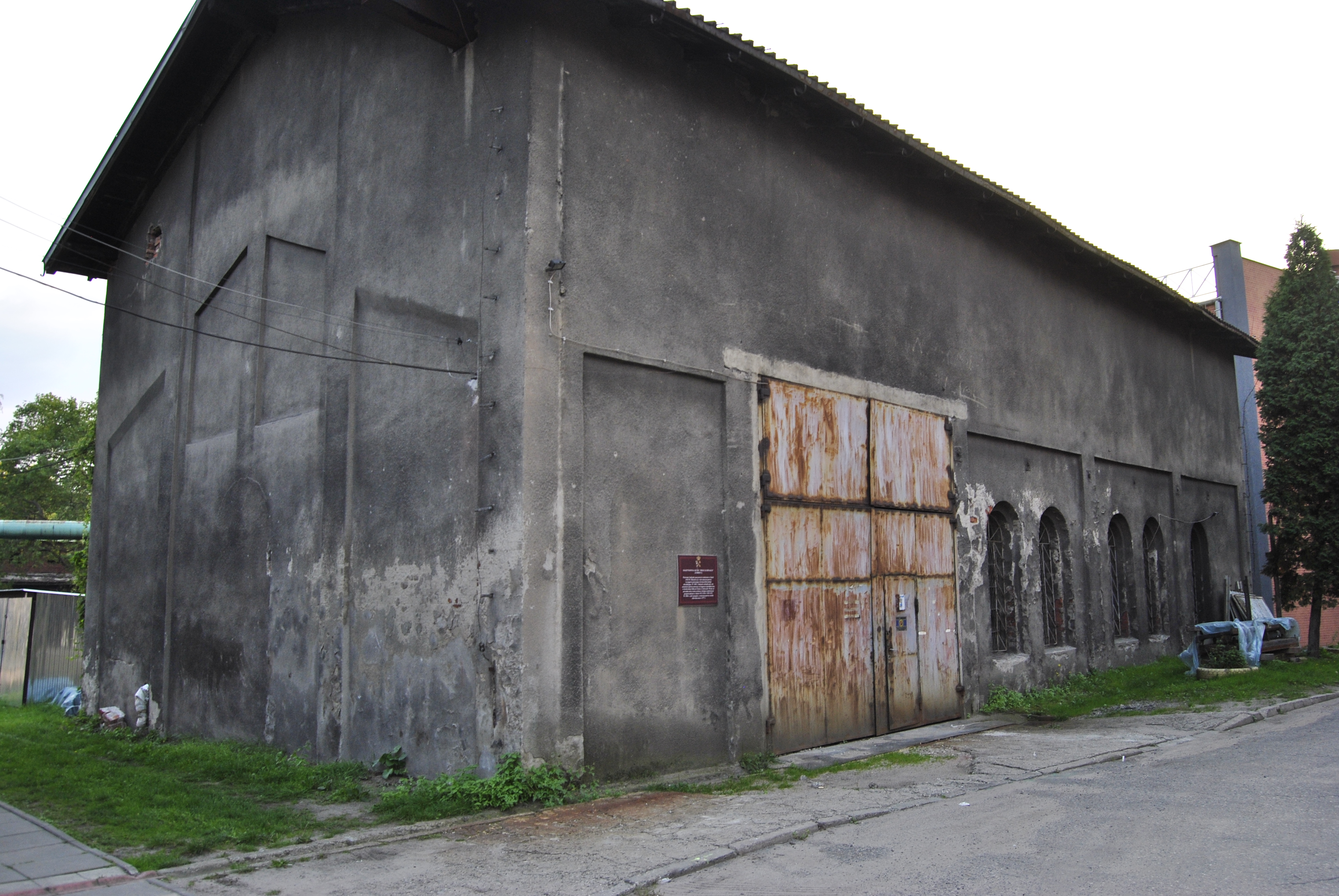
Maszynownia szybu Zabrze I (2014)
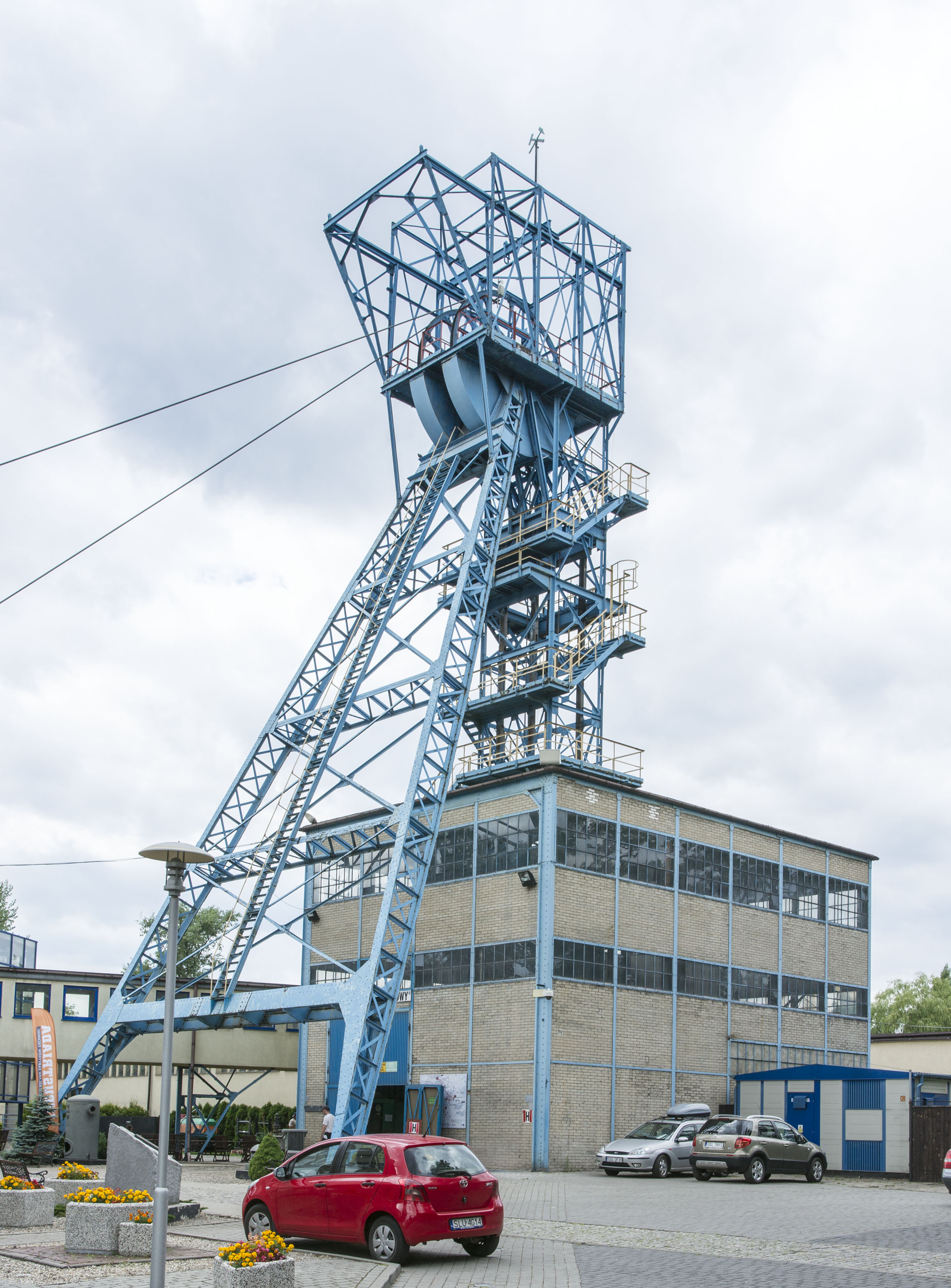
Wieża wyciągowa szybu Kolejowego (2013)